# Clement Tirkey
Clement Tirkey (* 12. September 1947 in Ranput) ist ein indischer römisch-katholischer Geistlicher und emeritierter Bischof von Jalpaiguri.

## Leben
Clement Tirkey empfing am 21. März 1978 das Sakrament der Priesterweihe für das Bistum Darjeeling. Er wurde am 14. Juni 1997 in den Klerus des mit gleichem Datum errichteten Bistums Bagdogra inkardiniert.
Papst Benedikt XVI. ernannte ihn am 31. Januar 2006 zum Bischof von Jalpaiguri. Die Bischofsweihe spendete ihm der Erzbischof von Ranchi, Telesphore Placidus Kardinal Toppo, am 23. April desselben Jahres; Mitkonsekratoren waren Lucas Sirkar SDB, Erzbischof von Kalkutta, und Thomas D’Souza, Bischof von Bagdogra.
Am 8. Februar 2025 nahm Papst Franziskus seinen altersbedingten Rücktritt an.